# Священная конгрегация церковного иммунитета
Священная Конгрегация церковного иммунитета (лат. Congregatio immunitatis) — упразднённая конгрегация Римской курии.

## История
Священная Конгрегация церковного иммунитета была учреждена Папой Урбаном VIII, vivae vocis oraculo, в 1626 году и провела свое первое заседание 28 мая того же года.
Конгрегации было поручено рассматривать любых споров в отношении нарушения юрисдикции и церковных привилегий в светских судах (так называемый религиозный иммунитет). Её прерогативы были усилены и уточнены апостольскими конституциями «Ex quo» Папы Бенедикта XIII (8 июня 1725 года), «In supremo» Папы Климента XII (1 февраля 1735 года), «Officii nostri» Папы Бенедикта XIV (15 марта 1750 года) и «Praestat Romanum Ponteficem » Папы Климента XIII (27 сентября 1766 года).
Священная Конгрегация состояла из кардинала-префекта, секретаря, заместитель секретаря и девяти прелатов Курии.
Из-за постепенной утраты значимости института церковного иммунитета для установления публичного права и практики конкордатов Папа Григорий XVI приступил к ограничению своих полномочий новым положением, опубликованным 5 ноября 1831 года, и с motu proprio от 10 ноября 1834 года.
После смерти своего последнего префекта Филиппо Марии Гвиди в 1879 году Священная Конгрегация была объединена Папой Львом XIII со Священной конгрегацией Собора, которая, наконец, взяла на себя её полномочия с официальным упразднением в 1908 году Папой Пием X.

## Префекты Священной Конгрегации
- кардинал Оттавио Бандини — (1626–1629);
- кардинал Джованни Гарциа Миллини — (1629);
- кардинал Берлингерио Джесси — (1629–1639);
- кардинал Джованни Баттиста Памфили — (1639–1644);
- кардинал Марцио Джинетти — (1644–1671);
- кардинал Федерико Борромео младший — (1671-1673);
  - вакансия (1673—1676);
- кардинал Гаспаре Карпенья — (1676?—1714);
- кардинал Джамбаттиста Спинола младший — (6 апреля 1714 — 1 января 1716);
- кардинал Себастьяно Антонио Танара — (1 января 1716 — 5 мая 1724, до смерти);
- кардинал Франческо дель Джудиче — (1724–1725);
- кардинал Фабрицио Паолуччи — (1725–1726);
- кардинал Джорджо Спинола — (1726–1739, до смерти);
- кардинал Джакомо Ланфредини — (1739–1741, до смерти);
- кардинал Джованни Баттиста Спинола — (1741–1752, до смерти);
- кардинал Райньеро д’Эльчи — (20 августа 1752 — 22 июня 1761, до смерти);
- кардинал Гаэтано Фантуцци — (1 августа 1761 — 1 октября 1778, до смерти);
- кардинал Дженнаро Антонио де Симоне — (1 февраля 1779 — 16 декабря 1780, до смерти);
- кардинал Виталиано Борромео — (1 июля 1781 — 7 июня 1793, до смерти);
- кардинал Луиджи Валенти Гонзага — (7 июня 1793 — 29 декабря 1808, до смерти);
- кардинал Бартоломео Пакка — (7 января 1809 — 29 ноября 1818, назначен префектом Священной Конгрегации по делам епископов и монашествующих);
- кардинал Эммануэле Де Грегорио — (29 ноября 1818 — 6 мая 1820, назначен префектом Священной Конгрегации собора);
- кардинал Аннибале делла Дженга — (6 мая 1820 — 28 сентября 1823, избран Папой под именем Лев XII);
  - вакансия (1823—1826);
- кардинал Карло Мария Педичини — (1 октября 1826 — 2 июля 1830, назначен префектом Священной Конгрегации обрядов);
- кардинал Джакомо Филиппо Франсони — (2 июля 1830 — 21 ноября 1834, назначен префектом Священной Конгрегации Пропаганды Веры);
- кардинал Бенедетто Барберини — (21 ноября 1834 — 10 апреля 1863, до смерти);
- кардинал Фабио Мария Асквини — (24 апреля 1863 — 12 июля 1872, до смерти);
- кардинал Филиппо Мария Гвиди — (6 сентября 1872 — 27 февраля 1879, до смерти).